# Agencja (organizacja polityczna)
Agencja – polska organizacja polityczna założona w 1794 w Paryżu przez Franciszka Barssa, jako oficjalne przedstawicielstwo insurekcji kościuszkowskiej. 
Po upadku powstania, od 1796 stała się jedną z organizacji emigrantów polskich, grupującą żywioły konserwatywno-umiarkowane. Głosiła program odbudowy niepodległego państwa polskiego, opartego na zasadach ustrojowych Konstytucji 3 maja. Sprzeciwiała się koncepcjom wywołania kolejnego powstania zbrojnego w kraju, wysuwanym przez Deputację Polską. W 1797 uzyskała zgodę władz francuskich na utworzenie Legionów Polskich we Włoszech, dowództwo nad nimi powierzyła Janowi Henrykowi Dąbrowskiemu. Rozwiązana w 1802.
Czołowymi działaczami byli: Józef Wybicki i Karol Prozor.